# York Egyetem
A York Szövetségi Egyetem (York University, YU) Kanada Ontario tartományában található egyeteme. Kanada öt legnagyobb egyetemének egyike és a legnagyobb szövetségi egyetem. Campusai Torontóban találhatóak.
Hetvenöt különböző egyetemi képzést működtet, ideértve a rendkívül keresett orvosi szakot, illetve az általánosnak mondható jogi és közgazdasági képzéseket, néhány mérnöki, tudományos és művészeti szakot. Ezen felül ötvenhét doktori, hatvanhat mesterszakot, hetvenkilenc érettségi utáni programot és harmincnyolc orvosi szakmai programot kínál. Összesen 37 479 hallgatója van.